# Rhododendron minutiflorum
Rhododendron minutiflorum là một loài thực vật có hoa trong họ Thạch nam. Loài này được Hu miêu tả khoa học đầu tiên năm 1931.